# Cetanoviće
Cetanoviće (cyr. Цетановиће) – wieś w Serbii, w okręgu zlatiborskim, w gminie Sjenica. W 2011 roku liczyła 312 mieszkańców.